# NGC 1164
NGC 1164 je galaksija u zviježđu Perzej.

## Vanjske poveznice
- SEDS: NGC 1164